# Dansketinden
Dansketinden ist ein grönländischer Berg im Nordost-Grönland-Nationalpark.

## Geografie
Der Berg ist mit 2842 m der höchste Gipfel der Stauning Alper in Scoresby Land. Nördlich befindet sich ein Ausläufer des nach Westen verlaufenden Vikingebræ, südlich zwei Ausläufer des ebenfalls westwärts gerichteten Gullygletsjers, während westlich der nach Norden verlaufende Bersærkerbræ beginnt. In direkter Nachbarschaft befinden sich westlich die Norsketinden, östlich die Hjørnespids und nordöstlich der Pyramidefjeld.

## Geschichte
Es ist unklar, woher der Name des Berges („Dänenspitze“) stammt. Die Dansketinden wurde erstmals am 5. August 1954 durch die Schweizer John Haller (1927–1984), Wolfgang Diehl (1908–1990) und Fritz Hans Schwarzenbach (1925–2018) bestiegen. Die Zweitbesteigung gelang 1964 einer von Guido Monzino (1928–1988) angeführten italienischen Gruppe.